# Текелијево
Текелијево (грч. Σίνδος, Синдас) је град и седиште општине Делта у периферији Средишња Македонија, Грчка. Према попису из 2021. године било је 9.406 становника.
Према бугарском географу и историчару, Василу Канчову, у Текелијеву је 1900. године живело 240 Словена хришћана, 100 Турака и 85 Рома. Село је на попису из 1920. године имало 694 становника, од којих су део били грчки колонисти насељени током Првог светског рата. Године 1924. турско становништво је принудно исељено у Турску а на њихово место је насељено 373 грчких избегличких породица из Турске и 16  породица из Бугарске, укупно 1.457 особа.